# Robbie Keane
Robert David Keane (Dublín, Irlanda, 8 de julio de 1980), conocido deportivamente como Robbie Keane, es un exfutbolista y entrenador irlandés que jugaba como delantero y su último equipo fue el Atlético de Kolkata. Actualmente dirige al Ferencváros de la NB I.
A lo largo de su carrera como jugador, fue internacional con la selección de Irlanda, de la cual fue capitán y sigue siendo el máximo goleador histórico. Asimismo, es considerado como uno de los mejores jugadores irlandeses de la historia. A pesar de su apellido, no tiene parentesco con Roy Keane, la otra superestrella irlandesa ya retirada.

## Carrera como jugador
Inició su carrera futbolística en el Wolverhampton. Allí convirtió 29 goles en 88 partidos, antes de pasar a otros equipos como el Coventry City (1999-2000) y el Inter de Milán (2000-2001), que pagó 13 millones de libras por su traspaso. Su carrera en Italia no fue la mejor, ya que esa misma temporada volvió a jugar de nuevo en Inglaterra, en calidad de cedido al Leeds United, club al que fue traspasado definitivamente para la temporada 2001-2002.
La temporada siguiente jugó en el Tottenham, donde permaneció hasta la temporada 2007-2008. En verano de 2008 fue traspasado al Liverpool FC por una cantidad de 25 millones de euros. Regresó cedido del Liverpool al Tottenham. De ahí pasó a las filas del Celtic Glasgow, donde jugó la primera mitad de la temporada marcando 12 goles antes de regresar al Tottenham.

### LA Galaxy
En el 2011 se dio su fichaje por parte de Los Angeles Galaxy de la MLS.
El 3 de diciembre de 2014 fue nombrado como Jugador Más Valioso de la Major League Soccer en 2014, luego de terminar la temporada regular anotando 19 goles y entregando 14 asistencias para el LA Galaxy.

### Atlético de Kolkata y su retiro profesional
En 2017, fue fichado por el Atlético de Kolkata de la Superliga india, recibiendo un sueldo de 2 millones de euros. El 23 de diciembre marca su primer gol ante el Delhi Dynamos, terminando en victoria por 1-0.
Al año siguiente se convierte en jugador-entrenador del equipo, y en marzo anota su tercer gol, en una victoria por 4-1 ante el Chennai City, en la Supercopa india.
Finalmente, en noviembre de 2018 anuncia su retiro oficial de fútbol profesional, tras un comunicado en el que también menciona su futuro trabajo con la Selección de fútbol de Irlanda.

## Selección nacional
Con la Selección de Irlanda debutó en 1998, en un partido frente a República Checa. Hasta ahora ha jugado en 146 ocasiones, marcando 68 goles, siendo, además, el capitán de la selección y máximo goleador hasta ahora.
Fue integrante de la escuadra irlandesa que llegó a octavos de final de la Copa del Mundo Corea y Japón 2002, cayendo por penaltis frente a España.

### Participaciones en Copas del Mundo
| Mundial                        | Sede          | Resultado        | Partidos | Goles |
| ------------------------------ | ------------- | ---------------- | -------- | ----- |
| Copa Mundial de Fútbol de 2002 | Corea y Japón | Octavos de final | 4        | 3     |

### Participaciones en Eurocopas
| Eurocopa      | Sede              | Resultado        |
| ------------- | ----------------- | ---------------- |
| Eurocopa 2012 | Polonia y Ucrania | Primera fase     |
| Eurocopa 2016 | Francia           | Octavos de final |

### Goles enCopa Mundial de Fútbol
| # | Fecha      | Lugar                                       | Rival          | Marcador | Resultado | Competición  |
| - | ---------- | ------------------------------------------- | -------------- | -------- | --------- | ------------ |
| 1 | 05-06-2002 | Estadio de Kashima, Ibaraki                 | Alemania       | 1–1      | 1–1       | Mundial 2002 |
| 2 | 11-06-2002 | Estadio Internacional de Yokohama, Yokohama | Arabia Saudita | 1–0      | 3–0       | Mundial 2002 |
| 3 | 16-06-2002 | Estadio Mundialista de Suwon, Suwon         | España         | 1–1      | 1–1       | Mundial 2002 |

## Carrera como entrenador
En marzo de 2018, Keane fue nombrado jugador-entrenador del ATK después de que Ashley Westwood fuese despedido, y el club quedase fuera de los playoffs. Después de dirigir los últimos tres partidos de la temporada, anunció su decisión de abandonar al equipo.
Después de varios años como asistente técnico, fue anunciado como técnico del Maccabi Tel Aviv en junio de 2023.Ganó la liga en su única temporada, con ocho puntos de ventaja sobre el Maccabi Haifa a falta de dos partidos para que finalice la competencia.Al final de la temporada, tomó la decisión de dejar su cargo.
El 6 de enero de 2025, asumió al frente del Ferencváros.

## Clubes y estadísticas

### Como jugador

#### Clubes
| Wolverhampton Wanderers FC Inglaterra |               |               |     |     |    |    |    |    |    |    |     |     |     |      |      |
| 2.ª | 1997-98       | 38            | 11  | 5   | 7  | 0  | 1  | —  | —  | —  | 45  | 11  | 6   | 0,24 |      |
| 2.ª | 1998-99       | 33            | 11  | 4   | 6  | 5  | 1  | —  | —  | —  | 39  | 16  | 5   | 0,41 |      |
| 2.ª | 1999-00       | 2             | 2   | 0   | 1  | 0  | 0  | —  | —  | —  | 3   | 2   | 0   | 0,67 |      |
| Total club | Total club    | 73            | 24  | 9   | 14 | 5  | 2  | 0  | 0  | 0  | 87  | 29  | 11  | 0,33 |      |
| Coventry City FC Inglaterra |               |               |     |     |    |    |    |    |    |    |     |     |     |      |      |
| 1.ª | 1999-00       | 31            | 12  | 4   | 3  | 0  | 1  | —  | —  | —  | 34  | 12  | 5   | 0,35 |      |
| Total club | Total club    | 31            | 12  | 4   | 3  | 0  | 1  | 0  | 0  | 0  | 34  | 12  | 5   | 0,35 |      |
| Inter de Milán · Italia |               |               |     |     |    |    |    |    |    |    |     |     |     |      |      |
| 1.ª | 2000-01       | 6             | 0   | 0   | 4  | 2  | 0  | 5  | 1  | 2  | 15  | 3   | 2   | 0,20 |      |
| Total club | Total club    | 6             | 0   | 0   | 4  | 2  | 0  | 5  | 1  | 2  | 15  | 3   | 2   | 0,20 |      |
| Leeds United FC Inglaterra |               |               |     |     |    |    |    |    |    |    |     |     |     |      |      |
| 1.ª | 2000-01       | 18            | 9   | 3   | 2  | 0  | 0  | —  | —  | —  | 20  | 9   | 3   | 0,45 |      |
| 1.ª | 2001-02       | 25            | 3   | 4   | 2  | 3  | 1  | 6  | 3  | 0  | 33  | 9   | 5   | 0,27 |      |
| 1.ª | 2002-03       | 3             | 1   | 0   | —  | —  | —  | —  | —  | —  | 3   | 1   | 0   | 0,33 |      |
| Total club | Total club    | 46            | 13  | 7   | 4  | 3  | 1  | 6  | 3  | 0  | 56  | 19  | 8   | 0,34 |      |
| Tottenham Hotspur FC Inglaterra |               |               |     |     |    |    |    |    |    |    |     |     |     |      |      |
| 1.ª | 2002-03       | 29            | 13  | 1   | 3  | 0  | 0  | —  | —  | —  | 32  | 13  | 1   | 0,41 |      |
| 1.ª | 2003-04       | 34            | 14  | 3   | 7  | 2  | 2  | —  | —  | —  | 41  | 16  | 5   | 0,39 |      |
| 1.ª | 2004-05       | 35            | 11  | 5   | 10 | 6  | 3  | —  | —  | —  | 45  | 17  | 8   | 0,38 |      |
| 1.ª | 2005-06       | 36            | 16  | 3   | 2  | 0  | 0  | —  | —  | —  | 38  | 16  | 3   | 0,42 |      |
| 1.ª | 2006-07       | 27            | 11  | 2   | 8  | 6  | 1  | 9  | 5  | 1  | 44  | 22  | 4   | 0,50 |      |
| 1.ª | 2007-08       | 36            | 15  | 6   | 8  | 4  | 3  | 10 | 4  | 1  | 54  | 23  | 10  | 0,43 |      |
| 1.ª | 2008-09       | 14            | 5   | 2   | —  | —  | —  | —  | —  | —  | 14  | 5   | 2   | 0,36 |      |
| Liverpool FC Inglaterra | 1.ª           | 2008-09       | 19  | 5   | 4  | 2  | 0  | 0  | 7  | 2  | 1   | 28  | 7   | 5    | 0,25 |
| Liverpool FC Inglaterra | Total club    | Total club    | 19  | 5   | 4  | 2  | 0  | 0  | 7  | 2  | 1   | 28  | 7   | 5    | 0,25 |
| Tottenham Hotspur FC Inglaterra | 1.ª           | 2009-10       | 20  | 6   | 2  | 5  | 3  | 0  | —  | —  | —   | 25  | 9   | 2    | 0,36 |
| Celtic FC Escocia | 1.ª           | 2009-10       | 16  | 12  | 2  | 3  | 4  | 0  | —  | —  | —   | 19  | 16  | 2    | 0,84 |
| Celtic FC Escocia | Total club    | Total club    | 16  | 12  | 2  | 3  | 4  | 0  | 0  | 0  | 0   | 19  | 16  | 2    | 0,84 |
| Tottenham Hotspur FC Inglaterra | 1.ª           | 2010-11       | 7   | 0   | 0  | 1  | 1  | 0  | 5  | 0  | 0   | 13  | 1   | 0    | 0,08 |
| Tottenham Hotspur FC Inglaterra | Total club    | Total club    | 238 | 91  | 24 | 44 | 22 | 9  | 24 | 9  | 2   | 306 | 122 | 35   | 0,40 |
| West Ham United FC Inglaterra | 1.ª           | 2010-11       | 9   | 2   | 1  | 1  | 0  | 0  | —  | —  | —   | 10  | 2   | 1    | 0,20 |
| West Ham United FC Inglaterra | Total club    | Total club    | 9   | 2   | 1  | 1  | 0  | 0  | 0  | 0  | 0   | 10  | 2   | 1    | 0,20 |
| Los Angeles Galaxy Estados Unidos |               |               |     |     |    |    |    |    |    |    |     |     |     |      |      |
| 1.ª | 2011          | 8             | 3   | 2   | —  | —  | —  | 3  | 1  | 0  | 11  | 4   | 2   | 0,36 |      |
| 1.ª | 2012          | 34            | 22  | 8   | —  | —  | —  | 3  | 1  | 0  | 37  | 23  | 8   | 0,62 |      |
| 1.ª | 2013          | 25            | 16  | 12  | —  | —  | —  | 5  | 3  | 0  | 30  | 19  | 12  | 0,63 |      |
| 1.ª | 2014          | 34            | 21  | 12  | 1  | 0  | 0  | 2  | 2  | 1  | 37  | 23  | 13  | 0,62 |      |
| 1.ª | 2015          | 25            | 20  | 7   | 2  | 3  | 0  | 1  | 2  | 1  | 28  | 25  | 8   | 0,89 |      |
| 1.ª | 2016          | 20            | 10  | 1   | —  | —  | —  | 2  | 0  | 0  | 22  | 10  | 1   | 0,46 |      |
| Total club | Total club    | 146           | 92  | 42  | 3  | 3  | 0  | 16 | 9  | 2  | 165 | 104 | 44  | 0,63 |      |
| Aston Villa FC Inglaterra |               |               |     |     |    |    |    |    |    |    |     |     |     |      |      |
| 1.ª | 2011-12       | 6             | 3   | 0   | 1  | 0  | 1  | —  | —  | —  | 7   | 3   | 1   | 0,43 |      |
| Total club | Total club    | 6             | 3   | 0   | 1  | 0  | 1  | 0  | 0  | 0  | 7   | 3   | 1   | 0,43 |      |
| Atlético de Kolkata India |               |               |     |     |    |    |    |    |    |    |     |     |     |      |      |
| 1.ª | 2017-18       | 9             | 6   | 0   | 2  | 2  | 1  | —  | —  | —  | 11  | 8   | 1   | 0,73 |      |
| Total club | Total club    | 9             | 6   | 0   | 2  | 2  | 1  | 0  | 0  | 0  | 11  | 8   | 1   | 0,73 |      |
| Total carrera | Total carrera | Total carrera | 599 | 260 | 93 | 81 | 41 | 15 | 58 | 24 | 7   | 738 | 325 | 115  | 0,44 |
| (1) Incluye datos de la Supercopa de Italia / Copa Italia (2000); Copa de Escocia (2010); Copa de la Liga de Inglaterra (2001-10); FA Cup (1998-12); Lamar Hunt U.S. Open Cup (2014-15); AIFF Super Cup (2018). (2) Incluye datos de la Copa de la UEFA (2000-08); Liga de Campeones de la UEFA (2000-10); Concacaf Liga Campeones (2011-16). (3) Media de goles por encuentro. No incluye goles en partidos amistosos. |               |               |     |     |    |    |    |    |    |    |     |     |     |      |      |

#### Selecciones
| Selección | Temporada     | Amistosos | Amistosos | Amistosos | Europa(1) | Europa(1) | Europa(1) | Mundial | Mundial | Mundial | Total | Total | Total  | Media goleadora |
| Selección | Temporada     | Part.     | Goles     | Asist.    | Part.     | Goles     | Asist.    | Part.   | Goles   | Asist.  | Part. | Goles | Asist. | Media goleadora |
| --- | ------------- | --------- | --------- | --------- | --------- | --------- | --------- | ------- | ------- | ------- | ----- | ----- | ------ | --------------- |
| Sub-16 Irlanda | 1996          | —         | —         | —         | 4         | 1         | 0         | —       | —       | —       | 4     | 1     | 0      | 0,25            |
| Sub-16 Irlanda | Total         | 0         | 0         | 0         | 4         | 1         | 0         | 0       | 0       | 0       | 4     | 1     | 0      | 0,25            |
| Sub-18 Irlanda | 1997          | —         | —         | —         | 2         | 2         | 0         | —       | —       | —       | 2     | 2     | 0      | 1,00            |
| Sub-18 Irlanda | 1998          | —         | —         | —         | 4         | 3         | 1         | —       | —       | —       | 4     | 3     | 1      | 0,75            |
| Sub-18 Irlanda | Total         | 0         | 0         | 0         | 6         | 5         | 1         | 0       | 0       | 0       | 6     | 5     | 1      | 0,83            |
| Sub-20 Irlanda | 1999          | —         | —         | —         | —         | —         | —         | 4       | 0       | 1       | 4     | 0     | 1      | 0,00            |
| Sub-20 Irlanda | Total         | 0         | 0         | 0         | 0         | 0         | 0         | 4       | 0       | 1       | 4     | 0     | 1      | 0,00            |
| Absoluta Irlanda | 1998          | 3         | 0         | 0         | 2         | 2         | 0         | —       | —       | —       | 5     | 2     | 0      | 0,40            |
| Absoluta Irlanda | 1999          | 3         | 0         | 0         | 5         | 3         | 1         | —       | —       | —       | 8     | 3     | 1      | 0,38            |
| Absoluta Irlanda | 2000          | 6         | 1         | 1         | 3         | 1         | 1         | —       | —       | —       | 9     | 2     | 2      | 0,22            |
| Absoluta Irlanda | 2001          | 1         | 0         | 0         | 6         | 1         | 1         | —       | —       | —       | 7     | 1     | 1      | 0,14            |
| Absoluta Irlanda | 2002          | 5         | 3         | 0         | 2         | 0         | 0         | 4       | 3       | 0       | 11    | 6     | 0      | 0,55            |
| Absoluta Irlanda | 2003          | 3         | 2         | 0         | 4         | 2         | 0         | —       | —       | —       | 7     | 4     | 0      | 0,57            |
| Absoluta Irlanda | 2004          | 6         | 3         | 0         | 4         | 3         | 0         | —       | —       | —       | 10    | 6     | 0      | 0,60            |
| Absoluta Irlanda | 2005          | 2         | 0         | 0         | 5         | 1         | 1         | —       | —       | —       | 7     | 1     | 1      | 0,14            |
| Absoluta Irlanda | 2006          | 2         | 1         | 0         | 4         | 3         | 0         | —       | —       | —       | 6     | 4     | 0      | 0,67            |
| Absoluta Irlanda | 2007          | 1         | 2         | 0         | 7         | 1         | 1         | —       | —       | —       | 8     | 3     | 1      | 0,38            |
| Absoluta Irlanda | 2008          | 4         | 2         | 0         | 3         | 1         | 0         | —       | —       | —       | 7     | 3     | 0      | 0,43            |
| Absoluta Irlanda | 2009          | 2         | 1         | 0         | 9         | 5         | 0         | —       | —       | —       | 11    | 6     | 0      | 0,55            |
| Absoluta Irlanda | 2010          | 4         | 2         | 0         | 4         | 2         | 0         | —       | —       | —       | 8     | 4     | 0      | 0,50            |
| Absoluta Irlanda | 2011          | 3         | 3         | 0         | 7         | 5         | 1         | —       | —       | —       | 10    | 8     | 1      | 0,80            |
| Absoluta Irlanda | 2012          | 3         | 0         | 0         | 5         | 1         | 0         | —       | —       | —       | 8     | 1     | 0      | 0,13            |
| Absoluta Irlanda | 2013          | 4         | 3         | 0         | 5         | 5         | 0         | —       | —       | —       | 9     | 8     | 0      | 0,89            |
| Absoluta Irlanda | 2014          | 3         | 0         | 0         | 4         | 3         | 1         | —       | —       | —       | 7     | 3     | 1      | 0,43            |
| Absoluta Irlanda | 2015          | —         | —         | —         | 5         | 2         | 0         | —       | —       | —       | 5     | 2     | 0      | 0,40            |
| Absoluta Irlanda | 2016          | 1         | 1         | 0         | 2         | 0         | 0         | —       | —       | —       | 3     | 1     | 0      | 0,33            |
| Absoluta Irlanda | Total         | 56        | 24        | 1         | 86        | 41        | 7         | 4       | 3       | 0       | 146   | 68    | 8      | 0,47            |
| Total carrera | Total carrera | 56        | 24        | 1         | 96        | 47        | 8         | 8       | 3       | 1       | 160   | 74    | 10     | 0,46            |
| (1) Incluye los partidos de la Eurocopa Sub-16 (1996); Eurocopa Sub-18 (1997-98); Eurocopa / Clasificatorias Europeas (1998-16). |               |           |           |           |           |           |           |         |         |         |       |       |        |                 |

#### Estilo de juego
Un jugador talentoso, rápido y ágil, Keane era un delantero versátil, capaz de jugar en cualquier lugar a lo largo de la línea del frente, debido a su habilidad para anotar y crear goles. A lo largo de su carrera, a menudo se desplegó en roles creativos como segundo delantero, extremo o mediocampista ofensivo detrás de los delanteros y como delantero principal. Un delantero técnicamente dotado, inteligente y trabajador, Keane también fue reconocido por su ritmo, habilidades de regate y creatividad, y también se destacó por su liderazgo a lo largo de su carrera.
Aunque usó muchas celebraciones de gol diferentes a lo largo de su carrera, la celebración de gol característica de Keane lo involucró realizando una voltereta lateral, seguida de una voltereta hacia adelante y, posteriormente, poniéndose de pie e imitando el gesto de disparar pistolas con las manos.

#### Resumen estadístico
| Competición           | Partidos | Goles | Promedio | Asistencias | Promedio | Goles y asistencias | Promedio |
| --------------------- | -------- | ----- | -------- | ----------- | -------- | ------------------- | -------- |
| Primera División      | 526      | 236   | 0,45     | 84          | 0,16     | 320                 | 0,61     |
| Segunda División      | 73       | 24    | 0,33     | 9           | 0,12     | 33                  | 0,45     |
| Copas nacionales      | 81       | 41    | 0,51     | 15          | 0,19     | 56                  | 0,69     |
| Copas internacionales | 58       | 24    | 0,41     | 7           | 0,12     | 31                  | 0,54     |
| Selección absoluta    | 146      | 68    | 0,47     | 8           | 0,06     | 76                  | 0,52     |
| Selección sub-20      | 4        | 0     | 0,00     | 1           | 0,25     | 1                   | 0,25     |
| Selección sub-18      | 6        | 5     | 0,83     | 1           | 0,17     | 6                   | 1,00     |
| Selección sub-16      | 4        | 1     | 0,25     | 0           | 0,00     | 1                   | 0,25     |
| Total                 | 898      | 399   | 0,44     | 125         | 0,14     | 524                 | 0,58     |

#### Hat-tricks
| 1  | 9 de octubre de 2001     | Filbert Street, Leicester  | Leicester City FC - Leeds United FC               |  | 0 - 6 | Copa de la Liga de Inglaterra 2001-02 |
| 2  | 12 de enero de 2003      | White Hart Lane, Tottenham | Tottenham Hotspur FC - Everton FC                 |  | 4 - 3 | Premier League 2002-03                |
| 3  | 6 de diciembre de 2003   | White Hart Lane, Tottenham | Tottenham Hotspur FC - Wolverhampton Wanderers FC |  | 5 - 2 | Premier League 2003-04                |
| 4  | 15 de noviembre de 2006  | Lansdowne Road, Dublín     | Irlanda - San Marino                              |  | 5 - 0 | Clasificatorias Eurocopa 2008         |
| 5  | 26 de septiembre de 2009 | White Hart Lane, Tottenham | Tottenham Hotspur FC - Burnley FC                 |  | 5 - 0 | Premier League 2009-10                |
| 6  | 13 de marzo de 2010      | Rugby Park, Kilmarnock     | Kilmarnock - Celtic FC                            |  | 0 - 3 | Copa de Escocia 2009-10               |
| 7  | 26 de mayo de 2013       | StubHub Center, California | Los Angeles Galaxy - Seattle Sounders             |  | 4 - 0 | Major League Soccer 2013              |
| 8  | 7 de junio de 2013       | Aviva, Dublín              | Irlanda - Islas Feroe                             |  | 3 - 0 | Clasificatorias UEFA 2014             |
| 9  | 17 de agosto de 2013     | StubHub Center, California | Los Angeles Galaxy - Real Salt Lake               |  | 4 - 2 | Major League Soccer 2013              |
| 10 | 11 de octubre de 2014    | Aviva, Dublín              | Irlanda - Gibraltar                               |  | 7 - 0 | Clasificatorias Eurocopa 2016         |
| 11 | 17 de junio de 2015      | StubHub Center, California | Los Angeles Galaxy - PSA Elite                    |  | 6 - 1 | Lamar Hunt U.S. Open Cup 2015         |
| 12 | 4 de julio de 2015       | StubHub Center, California | Los Angeles Galaxy - Toronto FC                   |  | 4 - 0 | Major League Soccer 2015              |
| 13 | 17 de julio de 2015      | StubHub Center, California | Los Angeles Galaxy - San Jose Earthquakes         |  | 5 - 2 | Major League Soccer 2015              |

### Como entrenador
| Equipo                  | Div.                | Temporada           | Liga  | Liga | Liga | Liga | Liga |       | Copa | Copa | Copa | Copa  |    | Internacional | Internacional | Internacional | Internacional | Internacional |   | Otros | Otros | Otros | Otros |    | Totales     | Totales | Totales | Totales | Totales | Totales | Totales | Totales |
| Equipo                  | Div.                | Temporada           | Part. | G    | E    | P    | Pos. | Part. | G    | E    | P    | Part. | G  | E             | P             | Pos.          | Part.         | G             | E | P     | Part. | G     | E     | P  | Rendimiento | GF      | GC      | Dif.    |         |         |         |         |
| ----------------------- | ------------------- | ------------------- | ----- | ---- | ---- | ---- | ---- | ----- | ---- | ---- | ---- | ----- | -- | ------------- | ------------- | ------------- | ------------- | ------------- | - | ----- | ----- | ----- | ----- | -- | ----------- | ------- | ------- | ------- | ------- | ------- | ------- | ------- |
| ATK India               | 1.ª                 | 2017-18             | 1     | 1    | 0    | 0    | 9.º  | -     | -    | -    | -    | -     | -  | -             | -             | -             | 2             | 1             | 0 | 1     | 3     | 2     | 0     | 1  | 66.67%      | 6       | 4       | +2      |         |         |         |         |
| ATK India               | Total               | Total               | 1     | 1    | 0    | 0    | -    | -     | -    | -    | -    | -     | -  | -             | -             | -             | 2             | 1             | 0 | 1     | 3     | 2     | 0     | 1  | 66.67%      | 6       | 4       | +2      |         |         |         |         |
| Maccabi Tel Aviv Israel | 1.ª                 | 2023-24             | 36    | 26   | 7    | 3    | 1.º  | 6     | 5    | 0    | 1    | 14    | 10 | 2             | 2             | 1/8           | -             | -             | - | -     | 56    | 41    | 9     | 6  | 78.57%      | 124     | 51      | +73     |         |         |         |         |
| Maccabi Tel Aviv Israel | Total               | Total               | 36    | 26   | 7    | 3    | -    | 6     | 5    | 0    | 1    | 14    | 10 | 2             | 2             | -             | -             | -             | - | -     | 56    | 41    | 9     | 6  | 78.57%      | 124     | 51      | +73     |         |         |         |         |
| Ferencváros · Hungría   | 1.ª                 | 2024-25             | 17    | 10   | 5    | 2    | 1.º  | 4     | 3    | 1    | 0    | 4     | 2  | 0             | 2             | 1/16          | -             | -             | - | -     | 25    | 15    | 6     | 4  | 68%         | 52      | 29      | +23     |         |         |         |         |
| Ferencváros · Hungría   | 1.ª                 | 2025-26             | 4     | 2    | 1    | 1    | -    | 0     | 0    | 0    | 0    | 5     | 3  | 1             | 1             | -             | -             | -             | - | -     | 9     | 5     | 2     | 2  | 62.97%      | 19      | 11      | +8      |         |         |         |         |
| Ferencváros · Hungría   | Total               | Total               | 21    | 12   | 6    | 3    | -    | 4     | 3    | 1    | 0    | 9     | 5  | 1             | 3             | -             | -             | -             | - | -     | 34    | 20    | 8     | 6  | 66.66%      | 71      | 40      | +31     |         |         |         |         |
| Total en su carrera     | Total en su carrera | Total en su carrera | 58    | 39   | 13   | 6    | -    | 10    | 8    | 1    | 1    | 23    | 15 | 3             | 5             | -             | 2             | 1             | 0 | 1     | 93    | 63    | 17    | 13 | 73.83%      | 201     | 95      | +106    |         |         |         |         |
| 1. 2. 3.                |                     |                     |       |      |      |      |      |       |      |      |      |       |    |               |               |               |               |               |   |       |       |       |       |    |             |         |         |         |         |         |         |         |

#### Resumen por competiciones
| Competición                  | Partidos | Ganados | Empatados | Perdidos | %      | Resultado              |
| ---------------------------- | -------- | ------- | --------- | -------- | ------ | ---------------------- |
| Superliga de India           | 1        | 1       | 0         | 0        | 100%   | 9.º lugar              |
| Super Copa India             | 2        | 1       | 0         | 1        | 50%    | Octavos de final       |
| Liga Premier de Israel       | 36       | 26      | 7         | 3        | 78.7%  | Campeón                |
| Copa de Israel               | 3        | 2       | 0         | 1        | 66.67% | Cuartos de final       |
| Copa Toto                    | 3        | 3       | 0         | 0        | 100%   | Campeón                |
| Nemzeti Bajnokság I          | 21       | 12      | 6         | 3        | 66.66% | Campeón                |
| Copa de Hungría              | 4        | 3       | 1         | 0        | 83.33% | Subcampeón             |
| Liga de Campeones de la UEFA | 5        | 3       | 1         | 1        | 66.67% | En disputa             |
| Liga Europa de la UEFA       | 4        | 2       | 0         | 2        | 50%    | Dieciseisavos de final |
| Liga Conferencia de la UEFA  | 14       | 10      | 2         | 2        | 76.19% | Octavos de final       |
| TOTAL                        | 93       | 63      | 17        | 13       | 73.83% | 3 Títulos              |

## Palmarés

### Como jugador

#### Campeonatos nacionales
| Título                 | Club               | País           | Año     |
| ---------------------- | ------------------ | -------------- | ------- |
| Copa de la Liga        | Tottenham Hotspur  | Inglaterra     | 2007-08 |
| MLS Supporter's Shield | Los Angeles Galaxy | Estados Unidos | 2011    |
| Copa MLS               | Los Angeles Galaxy | Estados Unidos | 2011    |
| Copa MLS               | Los Angeles Galaxy | Estados Unidos | 2012    |
| Copa MLS               | Los Angeles Galaxy | Estados Unidos | 2014    |

### Como entrenador

#### Campeonatos nacionales
| Título                 | Club             | País    | Año     |
| ---------------------- | ---------------- | ------- | ------- |
| Liga Premier de Israel | Maccabi Tel Aviv | Israel  | 2023-24 |
| Copa Toto              | Maccabi Tel Aviv | Israel  | 2023-24 |
| Nemzeti Bajnokság I    | Ferencváros      | Hungría | 2024-25 |